# Kolarstwo na Letnich Igrzyskach Olimpijskich 2024 – madison kobiet
Wyścig madiosn kobiet na Letnich Igrzyskach Olimpijskich w Paryżu rozgrywany był na torze Vélodrome de Saint-Quentin-en-Yvelines w dniu 9 sierpnia.
W konkurencji dwuosobowe drużyny zdobywają punkty za : nadrobienie okrążenia nad peletonem (20 pkt), zajęcie jednego z czterech pierwszych miejsc na lotnym finiszu (rozgrywanym co 10 okrążeń). Punktacja jest następująca : pierwsze miejsce 5 pkt, drugie miejsce - 3 pkt, trzecie miejsce - 2 pkt, czwarte miejsce - 1 pkt. W przypadku ostatniego lotnego finiszu (zakończenie wyścigu) liczba punktów jest podwójna. Drużyna, która straciła okrążenie, traci 20 punktów.

## Terminarz
| Data       | Godzina | Runda |
| ---------- | ------- | ----- |
| 9 sierpnia | 18:10   | Finał |

## Wyniki
| Pozycja | Zawodniczki                         | Kraj              | Sprint nr | Sprint nr | Sprint nr | Sprint nr | Sprint nr | Sprint nr | Sprint nr | Sprint nr | Sprint nr | Sprint nr | Sprint nr | Sprint nr | Okrążenia punktowe | Okrążenia punktowe | Suma punktów |
| Pozycja | Zawodniczki                         | Kraj              | 1         | 2         | 3         | 4         | 5         | 6         | 7         | 8         | 9         | 10        | 11        | 12        | +                  | -                  | Suma punktów |
| ------- | ----------------------------------- | ----------------- | --------- | --------- | --------- | --------- | --------- | --------- | --------- | --------- | --------- | --------- | --------- | --------- | ------------------ | ------------------ | ------------ |
| złoto   | Chiara Consonni Vittoria Guazzini   | Włochy            | 2         | 5         |           |           |           |           |           |           | 5         |           | 5         |           | 20                 |                    | 37           |
| srebro  | Elinor Barker Neah Evans            | Wielka Brytania   | 5         |           | 3         | 3         |           |           | 3         | 5         | 1         | 1         |           | 10        |                    |                    | 31           |
| brąz    | Lisa van Belle Maike van der Duin   | Holandia          |           |           | 1         |           |           | 2         | 5         |           |           |           |           |           | 20                 |                    | 28           |
| 4       | Jennifer Valente Lily Williams      | Stany Zjednoczone |           | 2         | 2         |           | 3         | 5         |           | 2         | 2         |           |           | 2         |                    |                    | 18           |
| 5       | Marion Borras Clara Copponi         | Francja           | 3         |           | 5         |           | 1         |           | 1         | 1         |           |           | 2         | 4         |                    |                    | 17           |
| 6       | Amalie Dideriksen Julie Norman Leth | Dania             |           | 3         |           | 5         | 2         |           |           |           |           |           |           | 6         |                    |                    | 16           |
| 7       | Daria Pikulik Wiktoria Pikulik      | Polska            |           |           |           | 2         |           | 1         | 2         | 3         | 3         |           | 3         |           |                    |                    | 14           |
| 8       | Bryony Botha Emily Shearman         | Nowa Zelandia     | 1         |           |           |           | 5         |           |           |           |           |           | 1         |           |                    |                    | 7            |
| 9       | Georgia Baker Alexandra Manly       | Australia         |           |           |           | 1         |           | 3         |           |           |           | 2         |           |           |                    |                    | 6            |
| 10      | Katrijn De Clercq Hélène Hesters    | Belgia            |           |           |           |           |           |           |           |           |           | 5         |           |           |                    |                    | 5            |
| 11      | Lara Gillespie Alice Sharpe         | Irlandia          |           |           |           |           |           |           |           |           |           | 3         |           |           |                    |                    | 3            |
| 12      | Maho Kakita Tsuyaka Uchino          | Japonia           |           | 1         |           |           |           |           |           |           |           |           |           |           |                    |                    | 1            |
| 13      | Franziska Brauße Lena Reißner       | Niemcy            |           |           |           |           |           |           |           |           |           |           |           |           |                    |                    | 0            |
| 14      | Michelle Andres Aline Seitz         | Szwajcaria        |           |           |           |           |           |           |           |           |           |           |           |           |                    |                    | 0            |
| 15      | Ariane Bonhomme Maggie Coles-Lyster | Kanada            |           |           |           |           |           |           |           |           |           |           |           |           |                    | 40                 | DNF          |